# Sheldon Museum of Art
Le Sheldon Museum of Art est un musée d'art de la ville de Lincoln, dans l'État du Nebraska, dans le Midwest des États-Unis. Sa collection se concentre sur l'art des XIXe et XXe siècles. 

## Collections
Le Sheldon abrite à la fois la collection de la Sheldon Art Association (fondée en 1888 sous le nom de Haydon Art Club) et la collection de l'Université du Nebraska, créée en 1929. Ensemble, ils regroupent plus de 12 000 œuvres d'art sur tous les supports. Cette collection complète d'art américain comprend des fonds importants de paysages et de natures mortes du XIXe siècle, d'impressionnisme américain, du début du modernisme, d'abstraction géométrique, d'expressionnisme abstrait, de Pop art, d'abstraction lyrique, de peinture de fond chromatique, de minimalisme et d’art contemporain. En avril 1965, "l'âge d'or", un tableau de Benjamin West a été volé et récupéré par le FBI. Un étudiant de l'Université du Nebraska a été inculpé. 

### Jardin de sculptures
Dans le jardin de sculptures, plus de trente sculptures monumentales sont exposées toute l'année. Parmi eux, des œuvres de Gaston Lachaise, Jacques Lipchitz, Claes Oldenburg et Coosje van Bruggen, David Smith, Lyman Kipp, William G. Tucker, Bryan Hunt, Mark di Suvero, Michael Heizer et Richard Serra. 